# Santi Gucci

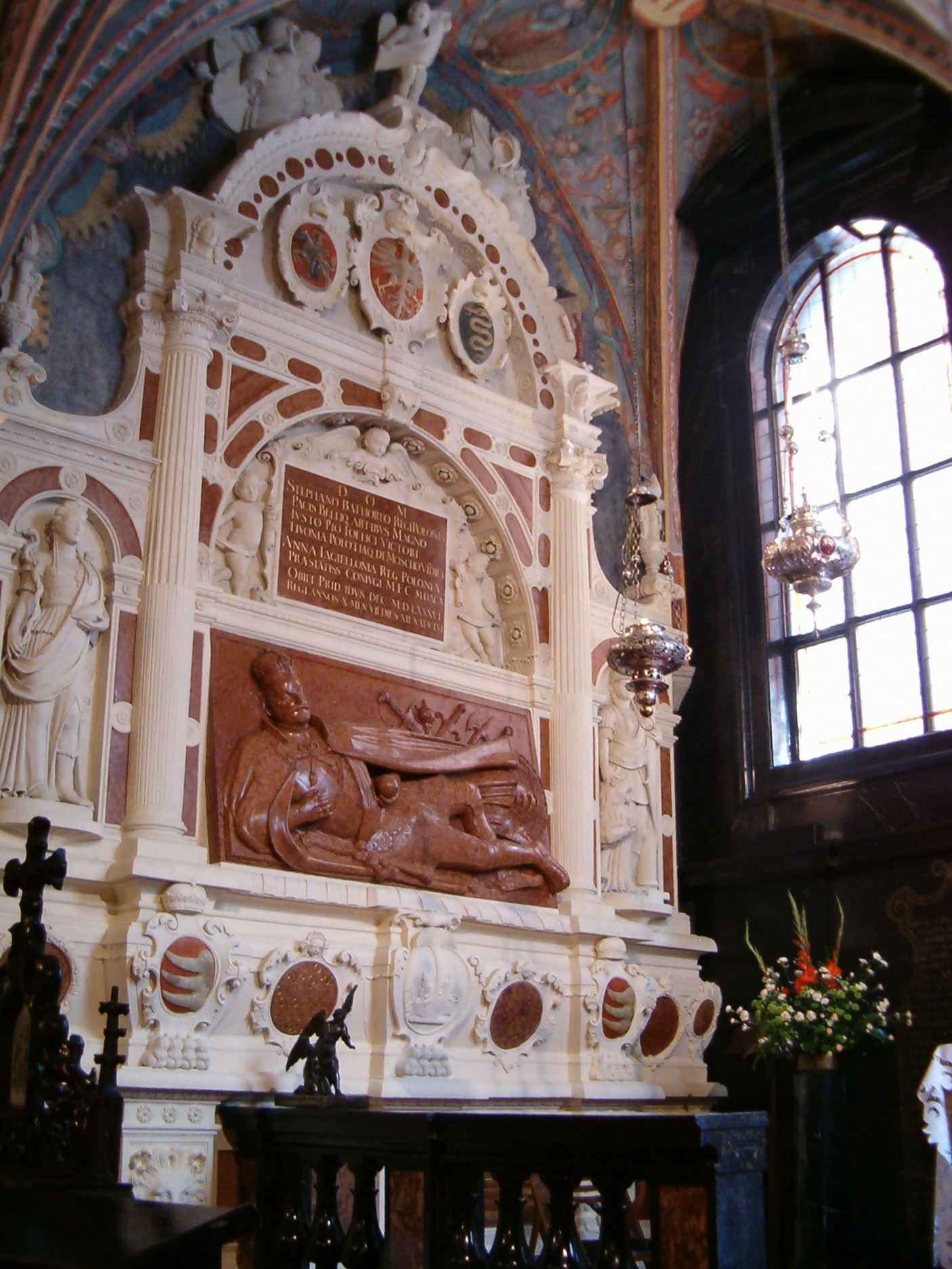
La tomba di Stefano I Báthory

Santi Gucci (Firenze, 1530 – Książ Wielki, 1600) è stato uno scultore e architetto italiano del Rinascimento.

## Biografia
Santi Gucci nel 1550 probabilmente si trasferì da Firenze per la Polonia, dove fu artista di corte dell'ultimo Jagiellone Sigismondo II Augusto, di Anna Jagellona e di Stefano I Báthory. 
Il laboratorio Santi Gucci in Pińczów divenne uno dei centri dell'arte manierista in Polonia. In virtù dei suoi servigi alla corona polacca, fu elevato al titolo nobiliare. Come uno degli architetti di maggior successo e prolifici del suo tempo, costruì un gran numero di palazzi in tutta la Rzeczpospolita, tra il 1565 e il 1585, il castello della famiglia Firlej in Janowiec sul fiume Vistola, per la quale edificò nel 1586 una tomba-monumento manierista a Książ Wielki, nel 1595 il palazzo del vescovo di Cracovia Piotr Myszkowski, il palazzo di Łobszów a Cracovia (1585-1587), senza dubbio il Castello dei Leszczyński a Baranów Sandomierski.
Altri lavori includono la Cattedrale del Wawel di Cracovia con la piastra tombale per Anna Jagellona, il coro e la tomba di Stefano I Báthory. Nel centro di Cracovia, la ricostruzione della sala capitolare, a Niepołomice la cappella della famiglia Branicki e la cappella di Sant'Anna sopra Pińczów.

## Galleria d'immagini

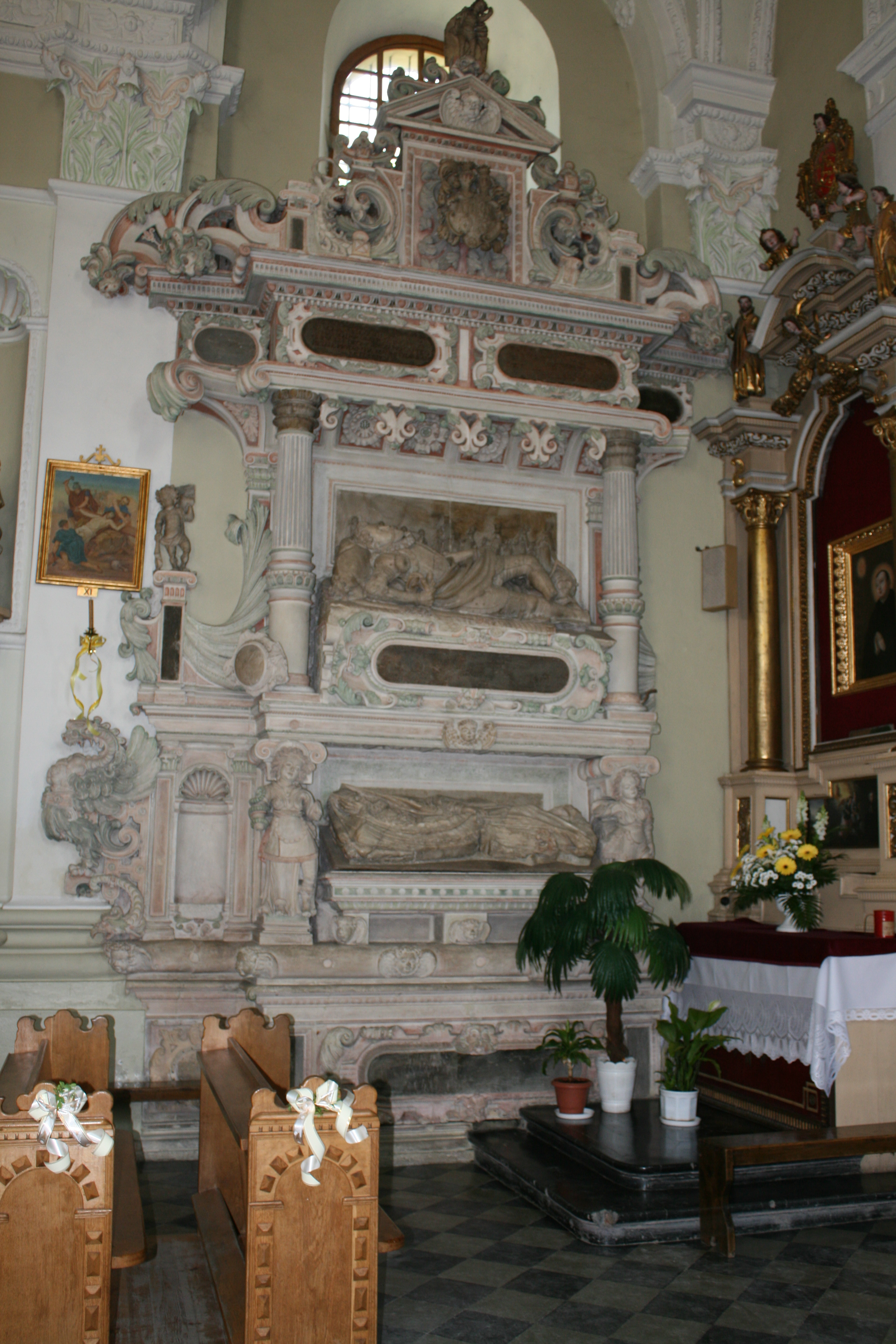
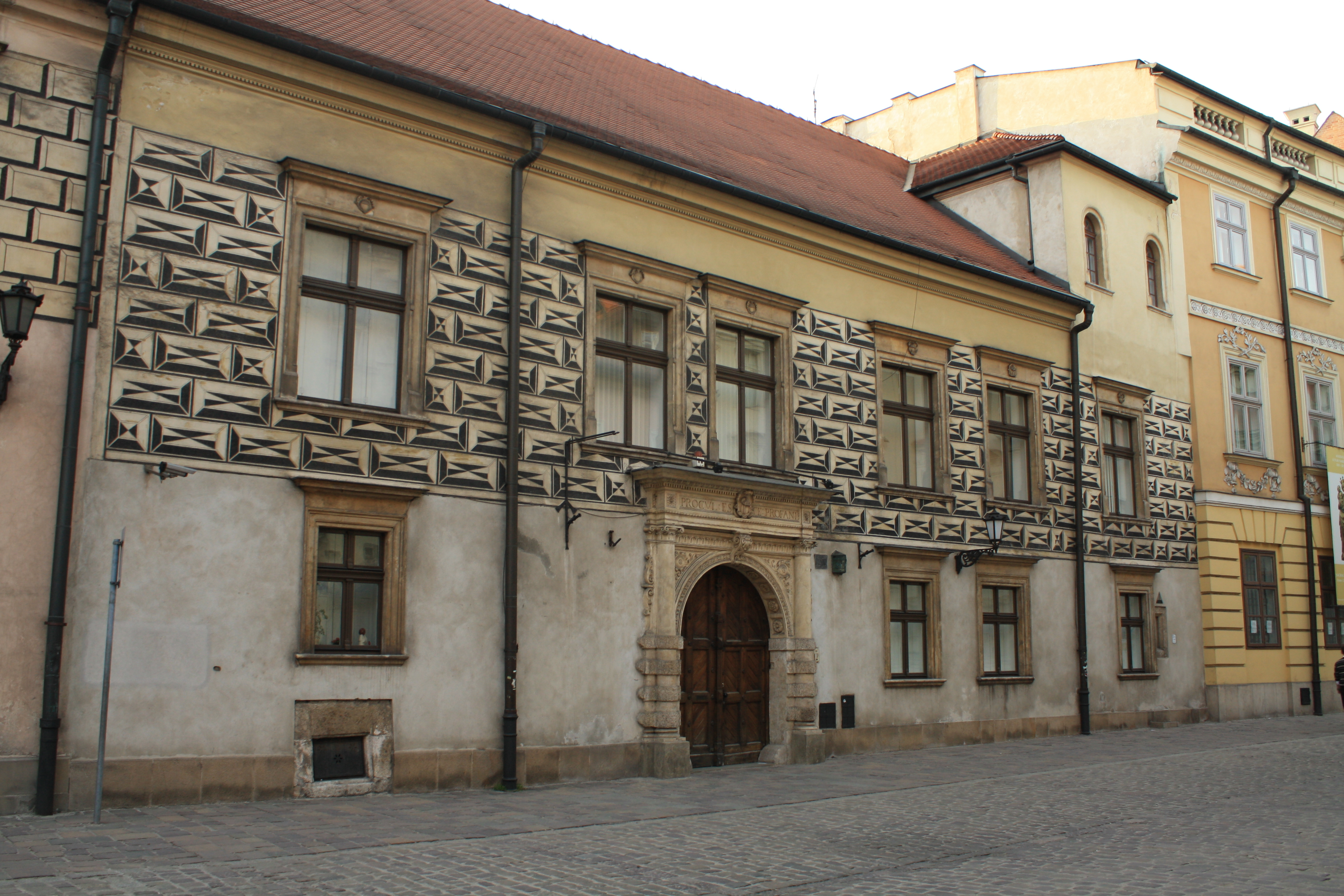
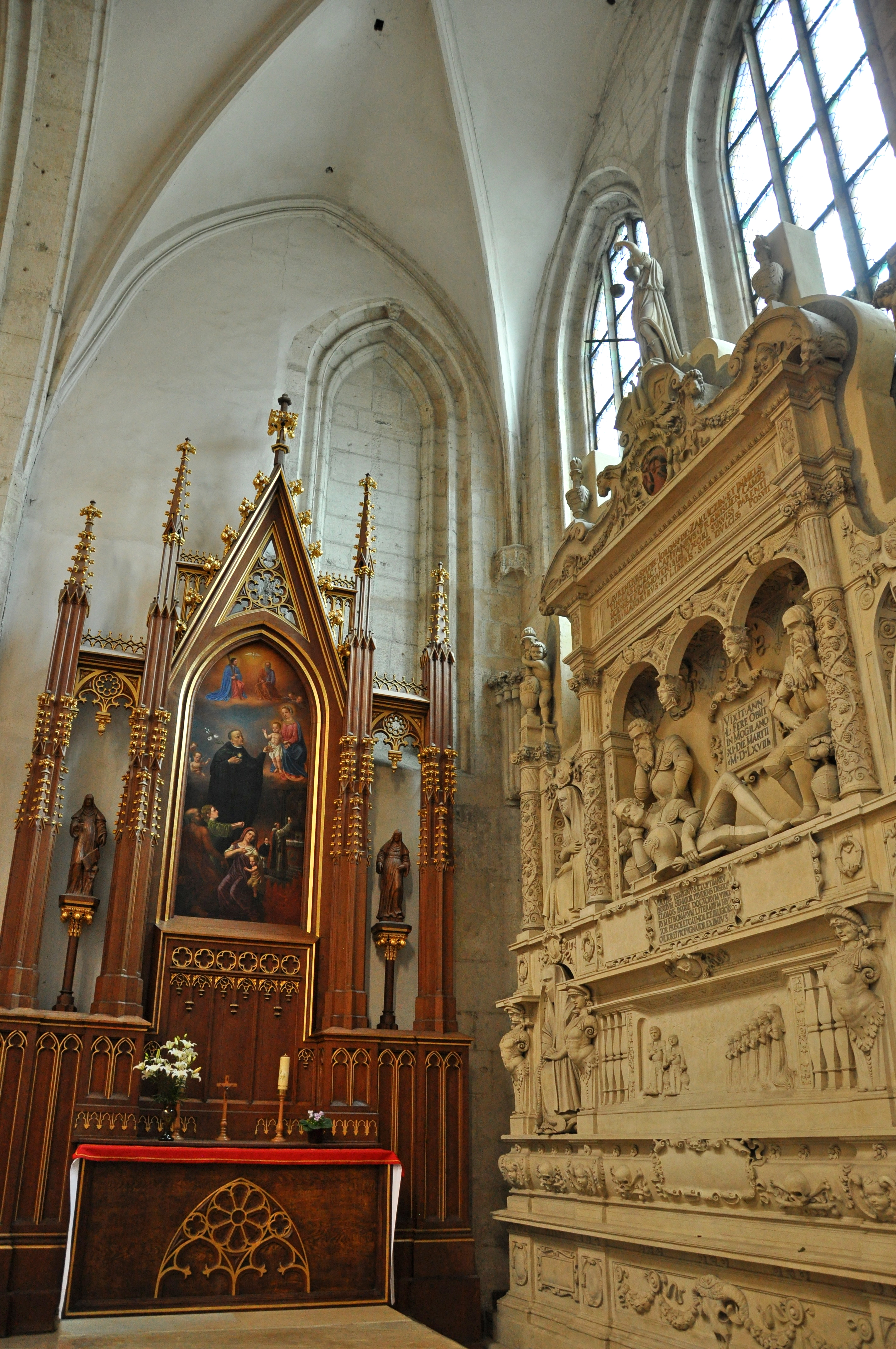
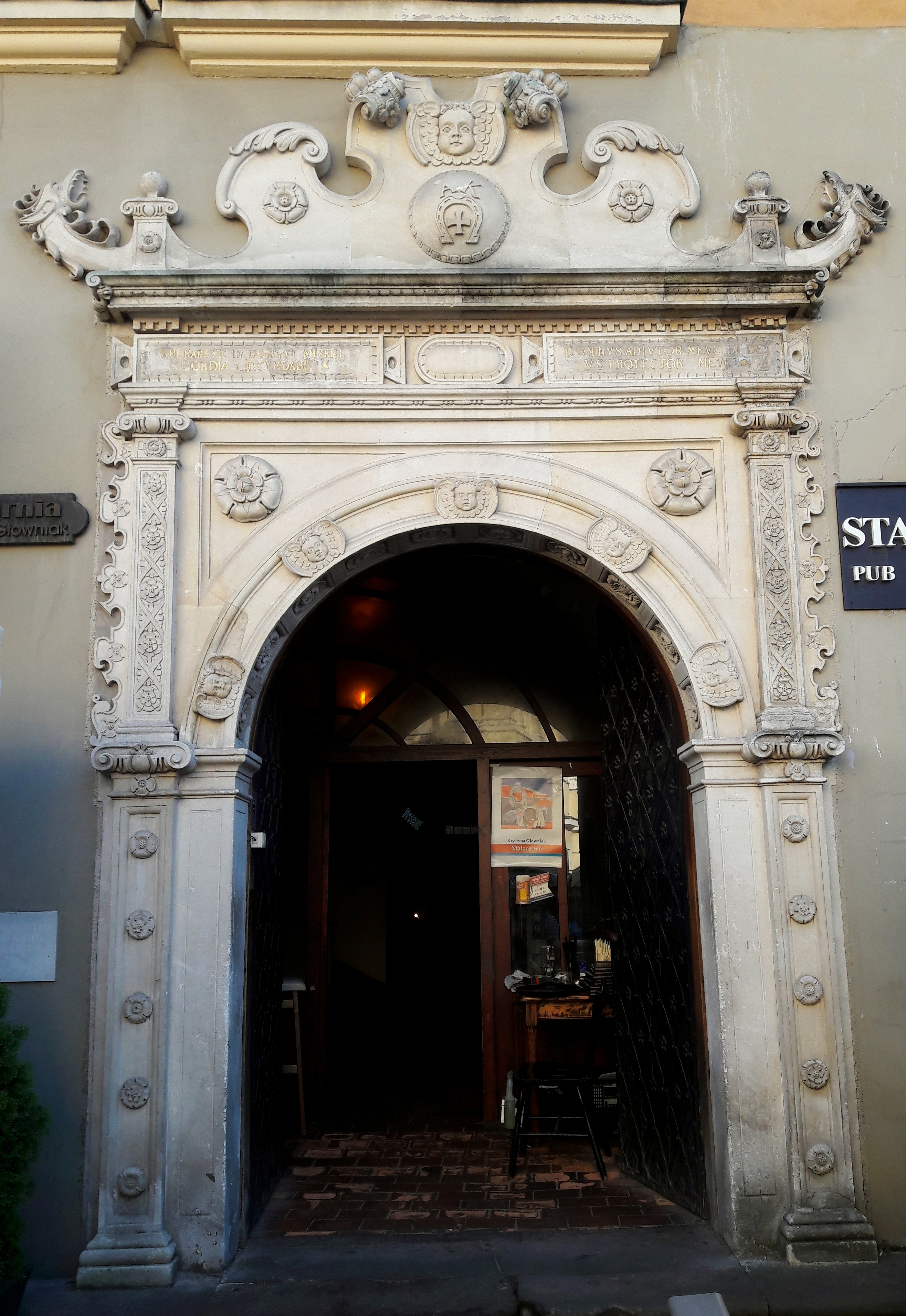
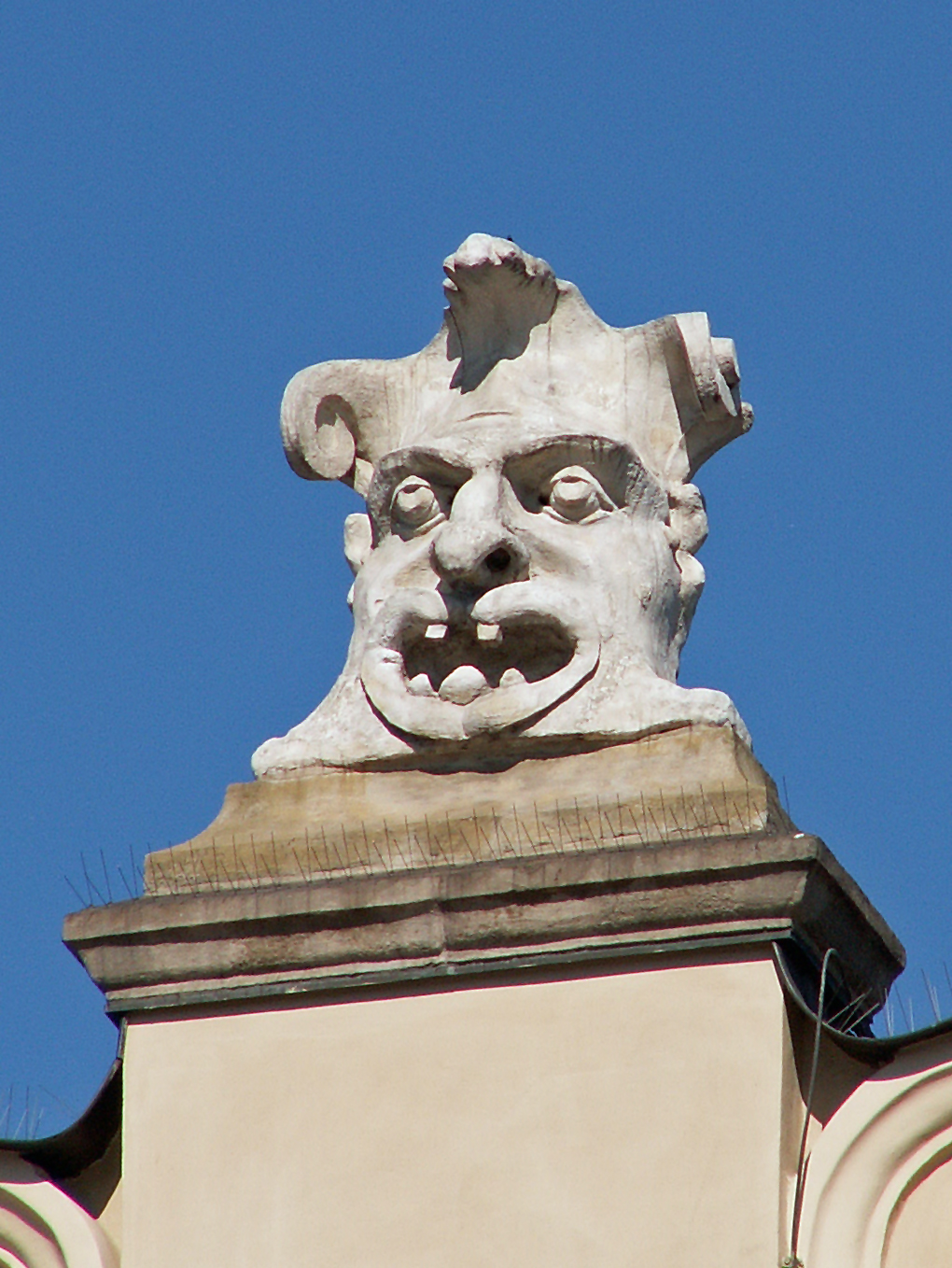
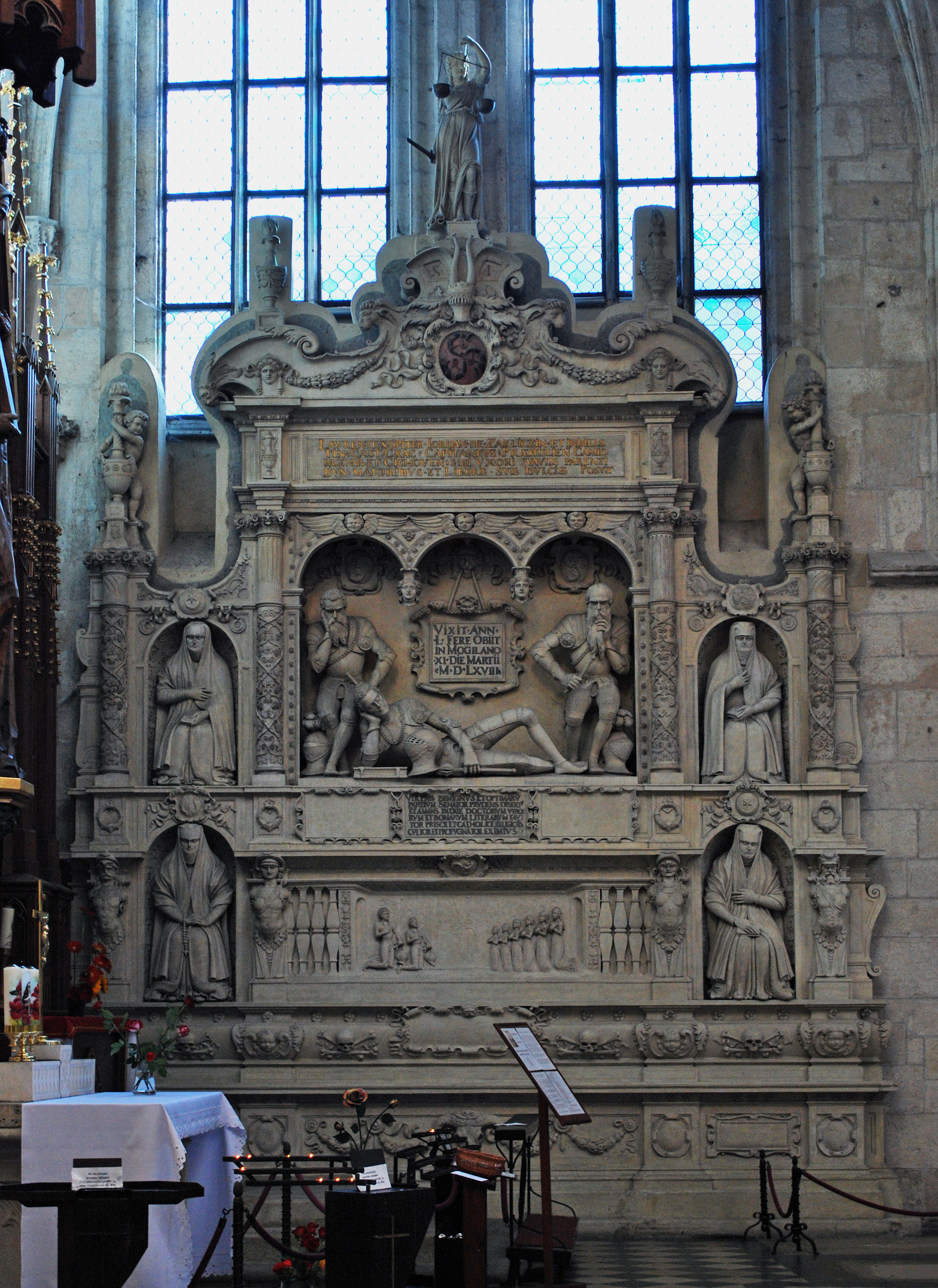